# برادران (فیلم ۱۹۸۲)
برادران (انگلیسی: Brothers) یک فیلم تلویزیونی استرالیایی درام است که در سال ۱۹۸۲ توسط تری بورک کارگردانی و منتشر شد.